# کارشناسی علوم آزمایشگاهی
کارشناسی علوم آزمایشگاهی یا BMLS مدرک کارشناسی پیوسته یا نا پیوسته‌ای است که به فارغ التحصیلان رشتهٔ علوم آزمایشگاهی پزشکی داده می‌شود. طول دوره دریافت مدرک در صورت تحصیل تمام وقت ۴ سال و در صورت تحصیل پاره وقت ۸ سال است. علوم آزمایشگاهی یکی از مهم‌ترین و حساس‌ترین نقش‌ها را در تشخیص و روند بهبودی بیمار دارد.
رشته کارشناسی علوم آزمایشگاهی زیر شاخه‌ای از گروه پزشکی است که به دانش آموختگان درا ین دوره مباحث علوم پایه پزشکی، مباحث عملی و تئوری علوم آزمایشگاهی پزشکی و برخی از دروس علوم پایه آموزش داده می‌شود. آنچه که باعث اهمیت ویژه این رشته در علوم پزشکی شده‌است نقش مهم آن در تشخیص، درمان پیشگیری و پیگیری بیماری‌های مختلف است. به همین دلیل این رشته از رشته‌های شاخص دانشگاه‌های علوم پزشکی می‌باشد. از این گذشته سهم به سزای گرایش‌های مختلف علوم آزمایشگاهی در پیشرفت‌های چشمگیر و روزافزون فناوری‌های بیوتکنولوژی، ژنتیک و تست‌های تشخیصی جدید بر اهمیت این رشته می‌افزاید.
۷۰ درصد موارد تشخیص و درمان بیماری‌ها مبتنی بر عملکرد آزمایشگاه هاست.

در ایران رشته علوم آزمایشگاهی در مقطع کارشناسی پیوسته ۱۳۰ واحد دارد که ۱۶ واحد آن کارآموزی در مراکز درمانی است.

## مهارت‌ها

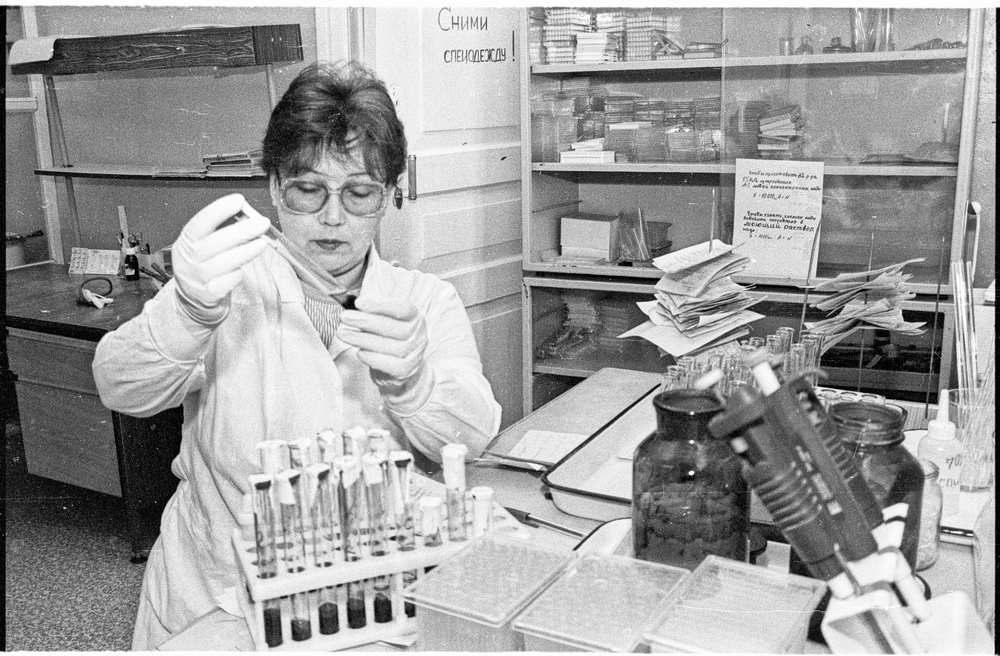
یک کارشناس علوم آزمایشگاهی در روسیه

یک دانش آموختهٔ کارشناسی علوم آزمایشگاهی مهارت‌های مختلفی را در زمینه آزمایش‌های پزشکی دارد. این مهارت‌ها در زمینه‌های مختلفی همچون خون‌شناسی (هماتولوژی)، ایمنی‌شناسی (ایمونولوژی)، بیوشیمی بالینی، ژنتیک، بافت‌شناسی، قارچ‌شناسی، باکتری‌شناسی و انگل‌شناسی هستند. تحصیل این رشته نیازمند کار با نمونه‌های خون، ادرار و مدفوع است و افرادی که نسبت به این نمونه‌ها حساسیت دارند هنگام کار عملی به مشکل برمی‌خورند.

## وظایف
وظایف یک کارشناس علوم آزمایشگاهی شامل موارد زیر است:
- دریافت نمونه، برچسب زدن و مرتب‌سازی نمونه‌ها و ثبت مشخصات کامپیوتری آنان
- حفظ کیفیت نتایج با استفاده از کنترل کیفیت دستگاه‌ها
- انجام آزمایش‌های خون‌شناسی، ایمنی‌شناسی و سرولوژی و بیوشیمی و توانایی تشخیص انگل‌ها و قارچ‌ها
- حفظ اعتماد به نفس بیمار با محرمانه نگهداشتن جواب آزمایش.[۸]

## بازار کار
دانش آموختگان این رشته با نمونه‌برداری از نمونه‌های بیولوژیک مانند خون، ادرار و مدفوع و … و آماده‌سازی نمونه‌ها و آزمایش‌های مختلف بیوشیمی، هماتولوژی، میکروبیولوژی و … سر و کار دارد و همچنین می‌تواند آزمایش‌های تخصصی هورمون‌شناسی، ایمونولوژی و سایر تست‌های تخصصی را انجام دهد و مسؤول بخش‌های مختلف یک آزمایشگاه تشخیص طبی مانند بخش نمونه‌برداری، بیوشیمی، هورمون‌شناسی، ایمونولوژی و… یا سایر بخش‌های آزمایشگاه‌های غیر پزشکی مانند برخی بخش‌های آزمایشگاه‌های صنایع غذایی، دارویی یا صنعتی و کارخانه‌ای شود.
دانش آموختگان می‌توانند در مراکز زیر مشغول به کار شوند:
1. آزمایشگاه‌های بالینی بیمارستانهای دولتی و خصوصی
2. آزمایشگاه‌های مراکز بهداشتی
3. آزمایشگاه‌های تشخیص طبی خصوصی
4. انستیتوها و مراکز تحقیقاتی و آموزشی
5. کارخانه‌های تولید وسایل و مواد آزمایشگاهی
6. شرکتهای پخش فراورده‌های بیولوژیک و آزمایشگاهی
7. آزمایشگاه‌های پزشکی قانونی

۸- آزمایشگاه‌های سازمان انتقال خون.

## درآمد
میزان درآمد کارشناسان علوم آزمایشگاهی در ایران بسته به محل کار ومناطق محروم محل فعالیت و همچنین نوع قرارداد استخدامی رسمی ؛طرحی یا بخش خصوصی متفاوت می باشد. در آمریکا درآمد یک کارشناس حدود ۶۱٬۰۰۰ دلار در سال است.

## مشکلات دانش آموختگان در ایران
استفاده از افرادی با رشته‌های تحصیلی غیر مرتبط مانند زیست شناسی و حتی کسانی که صرفاً دوره‌های کوتاه مدت دیده‌اند در آزمایشگاه، پایین بودن درآمد نسبت به سختی دروس گذرانده شده و کارهای عملی آزمایشگاه و لغو حق ادامه تحصیل در مقطع دکتری حرفه ای علوم آزمایشگاهی از جمله موارد اعتراضی دانش آموختگان و کارکنان این رشته هستند.

## ادامه تحصیل
مقطع کارشناسی ارشد تک رشته های زیرمجموعه علوم آزمایشگاهی: دانش آموختگان مقطع کارشناسی علوم آزمایشگاهی می‌توانند از طریق آزمون کارشناسی به کارشناسی ارشد در گرایش‌های زیرمجموعه علوم آزمایشگاهی زیر ادامه تحصیل دهند:
بیوشیمی بالینی، خون‌شناسی، انگل‌شناسی، میکروب‌شناسی، قارچ‌شناسی، ویروس‌شناسی، ژنتیک انسانی، ایمونولوژی، بیوتکنولوژی و سم‌شناسی.